# Saitama (Saitama)
Saitama (さいたま市 Saitama-shi?) es la capital y ciudad más poblada de la prefectura de Saitama, en la región de Kantō, Japón.

## Historia
Fue creada a partir de la unión de las ciudades de Urawa (antigua capital prefectural), Omiya (importante centro de comunicaciones ferroviarias) y Yono en 2001. Se unió posteriormente con la ciudad de Iwatsuki en 2005. Ha sido una ciudad designada por decreto del gobierno desde 2003. Se encuentra en el Área del Gran Tokio y muchos de sus residentes trabajan en la capital japonesa.
En 2020, tiene una población estimada de 1 324 025 habitantes y un área total de 168,33 km².

## División administrativa
Saitama tiene 10 barrios (ku):
| ■1 - Chūō-ku     | 中央区 | (Rosado oscuro)  |
| ■2 - Iwatsuki-ku | 岩槻区 | (Ocre)           |
| ■3 - Kita-ku     | 北区   | (Verde oscuro)   |
| ■4 - Midori-ku   | 緑区   | (Verde)          |
| ■5 - Minami-ku   | 南区   | (Amarillo limón) |
| ■6 - Minuma-ku   | 見沼区 | (Celeste)        |
| ■7 - Nishi-ku    | 西区   | (Azul)           |
| ■8 - Ōmiya-ku    | 大宮区 | (Naranja)        |
| ■9 - Sakura-ku   | 桜区   | (Rosado claro)   |
| ■10 - Urawa-ku   | 浦和区 | (Rojo)           |

## Atractivos
- Parque Akigase
- Parque Besshonuma
- Museo de Arte Moderno de Saitama